# Luciobarbus graecus
Luciobarbus graecus är en fiskart som först beskrevs av Steindachner, 1895.  Luciobarbus graecus ingår i släktet Luciobarbus och familjen karpfiskar. IUCN kategoriserar arten globalt som starkt hotad. Inga underarter finns listade i Catalogue of Life.